# FC Van Jerevan
Football Club Van Jerevan (arménsky: Ֆուտբոլային Ակումբ „Վան" Երևան) byl arménský fotbalový klub sídlící ve městě Jerevan. Klub byl pojmenován podle arménského historického města Van, v dnešních dobách ležícího v Turecku. Klub byl založen v roce 1990, zanikl v roce 1997.

## Umístění v jednotlivých sezonách
Zdroj: 
Legenda: Z – zápasy, V – výhry, R – remízy, P – porážky, VG – vstřelené góly, OG – obdržené góly, +/- – rozdíl skóre, B – body, červené podbarvení – sestup, zelené podbarvení – postup, fialové podbarvení – reorganizace, změna skupiny či soutěže
| Arménie (1992 – 1997) |                   |        |    |    |   |    |    |    |     |    |        |
| Sezóny                | Liga              | Úroveň | Z  | V  | R | P  | VG | OG | +/- | B  | Pozice |
| 1992                  | Bardsragujn chumb | 1      | 22 | 11 | 1 | 10 | 48 | 53 | -5  | 23 | 5.     |
| 1993                  | Bardsragujn chumb | 1      | 28 | 15 | 2 | 11 | 71 | 49 | +22 | 32 | 5.     |
| 1994                  | Bardsragujn chumb | 1      | 28 | 9  | 4 | 15 | 34 | 72 | -38 | 22 | 10.    |
| 1995/96               | Bardsragujn chumb | 1      | 22 | 7  | 3 | 12 | 42 | 42 | 0   | 24 | 8.     |
| 1996/97               | Bardsragujn chumb | 1      | 22 | 11 | 1 | 10 | 41 | 34 | +7  | 34 | 6.     |